# Lev Spinadel
Lev Spinadel (9. května 1897 Leova – duben 1970 Praha) byl vojenský lékař československé a britské armády v období druhé světové války, po válce uznávaný anesteziolog.

## Život

### Před příchodem do Československa
Lev Spinadel se narodil 9. května 1897 v Leově v Besarábii. V roce 1916 dokončil studium na klasickém gymnáziu v Oděse a začal studovat na lékařské fakultě Novorossijské univerzity. Ještě téhož roku ale narukoval do ruské armády a zúčastnil se bojů první světové války. Mezi lety 1918 a 1920 působil jako lékař v Dobrovolnické armádě pod velením Antona Ivanoviče Děnikina a zúčastnil se tak i Ruské občanské války.

### V Československu
V roce 1920 uprchl Lev Spinadel z Ruska před postupujícími Bolševiky do Československa. Vystudoval na Lékařské fakultě Univerzity Karlovy obor veškerého lékařství (promoce 1924) a poté pracoval porodnicko-gynekologickém sanatoriu v Praze a 1. české dětské klinice. V roce 1928 získal československé občanství, souběžně s tím byl zaevidován i Československou armádou.

### Druhá světová válka

#### Francie
Po německé okupaci odjel Lev Spinadel 29. dubna 1939 legálně za bratrem do Francie, kde začal pracovat v pařížské nemocnici Roussel. Po vypuknutí druhé světové války se 4. září téhož roku přihlásil do vznikající Československé armády v zahraničí, kde mu byla udělena hodnost podporučíka zdravotnictva a začal pracovat v Paříži u odvodní komise. Na konci listopadu byl převelen k 3. pěšímu pluku, po týdnu pak k 2. pěšímu pluku, kde převzal post šéflékaře jeho 2. praporu. V květnu 1940 byl přeložen k Náhradnímu tělesu a v závěru bojů o Francii nastoupil na místo zástupce šéflékaře 1. pěšího praporu.

#### Spojené království
Po pádu Francie se Lev Spinadel evakuoval do Spojeného království, kam připlul 13. července 1940. Od prosince téhož roku působil jako šéflékař ženijní a telegrafní čety, od 14. března 1941 pak na chirurgickém oddělení Československé vojenské nemocnice ve Stratfordu. Absolvoval další zdokonalovací kurzy a v květnu 1943 byl ustanoven velitelem chirurgické skupiny brigádní ambulance. I tak se rozhodl přejít do britské armády, kam byl přijat 7. srpna 1943. Pro Royal Army Medical Corps pracoval na území Británie a v západní Africe převážně jako anesteziolog a dermatovenerolog. Službu v britské armádě oficiálně ukončil 4. dubna 1946 v hodnosti captain. V Československé armádě dosáhl hodnosti nadporučíka.

### Po druhé světové válce
Do Československa se Lev Spinadel v březnu 1946. Po zvážení různých alternativ se rozhodl pro pokračování v dráze vojenského lékaře. Do služby opět nastoupil k 1. říjnu 1946, obdržel hodnost podplukovníka a k 1. lednu 1948 byl ustanoven přednostou nově zřízeného Oddělení pro anestezii ve Vojenské nemocnici 1 v Praze. V roce 1947 se oženil. V roce 1955 u něj propukla tuberkulóza a proto v roce 1956 z armády ze zdravotních důvodů odešel s dosaženou hodnosti plukovníka. Následně působil v nemocnici Na Františku a Laboratoři plastické chirurgie Československé akademie věd. Publikoval vědecké práce a svůj obor anesteziologii významně posunul. Od roku 1953 až do své smrti vedl Referátový výběr z anesteziologie. Stal se prvním pedagogem anesteziologie na Ústavu pro doškolování lékařů (t. č. Institut postgraduálního vzdělávání ve zdravotnictví). Pracoval ve výboru Anesteziologické komise Československé chirurgické společnosti Jana Evangelisty Purkyně. Zemřel v dubnu 1970 v Praze.

## Publikační činnost
- Klinická anestesiologie (učebnice, 1950)

## Ocenění

### Vyznamenání
- 1944 Pamětní medaile československé armády v zahraničí
- 1946 Československá medaile za zásluhy I. stupně
- 1946 Britská medaile Za obranu
- 1947 Československý válečný kříž 1939